# Кривое (озеро, Малиновараккское сельское поселение)
Кривое — пресноводное озеро на территории Малиновараккского сельского поселения Лоухского района Республики Карелии.

## Общие сведения
Площадь озера — 0,8 км². Располагается на высоте 64,8 метров над уровнем моря.
Форма озера лопастная, продолговатая: оно вытянуто с запада на восток. Берега изрезанные, преимущественно заболоченные.
Через озеро течёт река Кереть, впадающая в Белое море.
По центру озера расположен один относительно крупный (по масштабам водоёма) остров без названия.
К югу от озера проходит лесная дорога.
Код объекта в государственном водном реестре — 02020000711102000002507.